# Laubressel
Laubressel település Franciaországban, Aube megyében. Lakosainak száma 559 fő (2022. január 1.). Laubressel Bouranton, Courteranges, Dosches, Lusigny-sur-Barse, Mesnil-Sellières és Thennelières községekkel határos.

## Népesség
A település népessége az elmúlt években az alábbi módon változott:
| Lakosok száma | 267  | 258  | 279  | 396  | 516  | 536  | 539  | 569  | 576  | 559  |
|               | 1968 | 1982 | 1990 | 2006 | 2013 | 2015 | 2017 | 2019 | 2020 | 2022 |